# Nicolás de Madrid

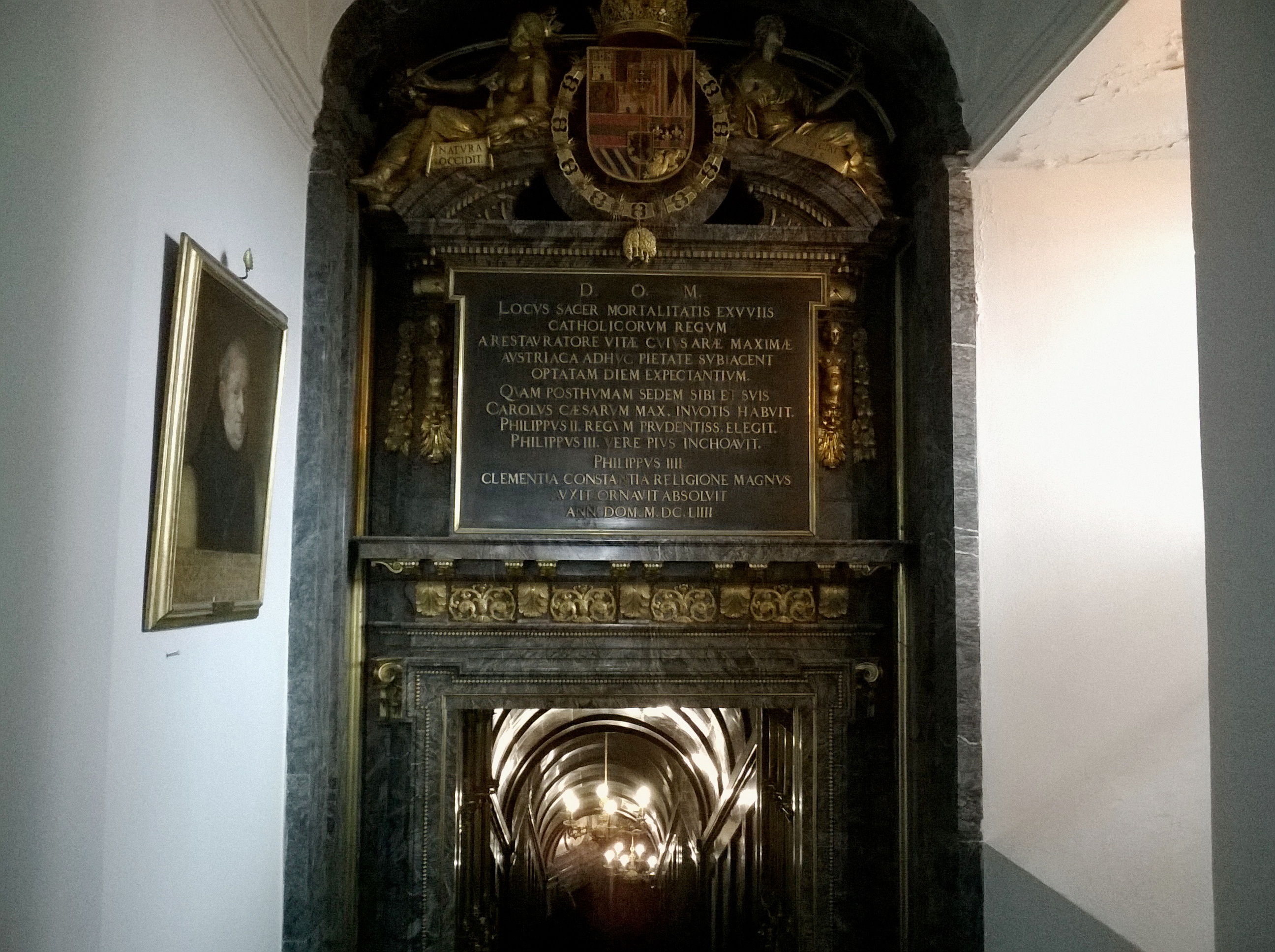
Detalle de la entrada al Panteón de Reyes, a la izquierda puede verse el retrato de Nicolás de Madrid.

Fray Nicolás de Madrid (Madrid, 1600-El Bollo (Orense), 11 de octubre de 1660) un fraile jerónimo que llegaría a ser obispo de Astorga y después del Burgo de Osma.

## Biografía
Su apellido de nacimiento era Alancur. Profesó en el Real Monasterio de El Escorial como jerónimo el 26 de agosto de 1619. Desde entonces ejercería diversos cargos en monasterios de su orden, tanto como vicario como como prior. 
En 1645, Felipe IV le nombró superintendente de las obras del Monasterio del Escorial, que en aquel momento se dirigían a concluir la obra mediante la realización del panteón real. Nicolás de Madrid tuvo un papel central en este encargo, llegando a conseguir desviar con éxito los dos cursos de agua que impedían la construcción del panteón de Reyes bajo el altar mayor como se requería.
Desde 1648 fue prior del Monasterio del Escorial, uno de los cargos más relevantes de la orden jerónima.
El 12 de marzo de 1654 se inauguró el panteón regio y Nicolás fue nombrado obispo de Astorga por Felipe IV. Tomó posesión de su diócesis el 20 de marzo del siguiente año. Durante su obispado tuvo una gran atención pastoral y mandó construir el altar de San Jerónimo en la catedral. 
Fue nombrado para la sede de Burgo de Osma en 1660, la bula de nombramiento de Inocencio X lleva fecha de 21 de junio de 1660, y habiendo ido a dar las gracias a la Ermita de la Virgen de las Ermitas, en la comarca de El Bollo (actual provincia de Orense), parte de su diócesis, murió.

## Iconografía
A la izquierda de la puerta de entrada al Panteón de Reyes del Escorial se encuentra su retrato. Es de un pintor de la escuela madrileña del siglo XVII y cuenta con la siguiente inscripción:
Ilustris DD. Fr. Nicolaus de Madrid. Quem Domus. hæc. Colvit. cuntis. probitate. Priorem. hic. fuit Asturiacæ. pontificale caput. Dein oxomensis litui dignatus honore ocyus ad superum tecta superstes abit ardua Pantheonis Quarto sub Rege Philippo naviter exuperans ipse peregit opus 

### Individuales
1. ↑  Vega-Loeches, José Luis (2007). «Los Infiernos de El Escorial. Reflexiones acerca de las opiniones del P. Santos sobre el Panteón del Monasterio». Anales de historia del arte (17): 155-178. ISSN 0214-6452. Consultado el 11 de marzo de 2024.
2. ↑  Inocencio X (9 de noviembre de 1654). «Bula de Inocencio X a Felipe IV comunicando el nombramiento Fray Nicolás de Madrid como Obispo de Astorga.». Portal de Archivos Españoles (en latín).
3. ↑  «Bishop Nicolás Martínez [Catholic-Hierarchy]». Catholic-Hierarchy. Consultado el 11 de marzo de 2024.
4. ↑  Inocencio X (21 de junio de 1660). «Bula de Alejandro VII a Nicolás de Madrid notificándole su elevación al Obispado de Osma.». Portal de Archivos Españoles (en latín).
5. ↑  Merino Thomas, Andrés (2016). Los panteones reales del Monasterio de San Lorenzo de El Escorial. Muerte, sistemas sepulcrales y construcción de imagen dinástica, (1563-1833) (Tesis de doctor). Universidad Complutense de Madrid. p. 440.
6. ↑  Toledo, Vicente Poleró y (1857). Catalogo de los cuadros del Real monasterio de San Lorenzo. Tejado. p. 48. Consultado el 11 de marzo de 2024.